# A Matter of Time (film)
A Matter of Time is een Amerikaans-Italiaanse filmkomedie uit 1976 onder regie van Vincente Minnelli. Het scenario is gebaseerd op de roman La Volupté d'être (1954) van de Franse auteur Maurice Druon.

## Verhaal
De Italiaanse gravin Sanziani wil het ongelukkige kamermeisje Nina erbovenop helpen. Zo wordt Nina een echte ster.

## Rolverdeling
| Acteur              | Personage         |
| ------------------- | ----------------- |
| Liza Minnelli       | Nina              |
| Ingrid Bergman      | Gravin Sanziani   |
| Charles Boyer       | Graaf Sanziani    |
| Spiros Andros       | Mario             |
| Tina Aumont         | Valentina         |
| Gabriele Ferzetti   | Antonio Vicari    |
| Geoffrey Copleston  | Hotelhouder       |
| Dominot             | Piccolo           |
| Fernando Rey        | Charles van Maar  |
| Orso Maria Guerrini | Gabriele d'Orazio |
| Jean Mas            | Keizer Wilhelm    |
| Isabella Rossellini | Zuster Pia        |
| Amedeo Nazzari      | Tewfik            |
| Virgilio Volpe      | Restauranthouder  |
| Philippe Hersent    | Kok               |